# Wólka Jeżewska
Wólka Jeżewska – wieś sołecka w Polsce położona w województwie mazowieckim, w powiecie piaseczyńskim, w gminie Tarczyn.
W latach 1975–1998 miejscowość administracyjnie należała do województwa warszawskiego.
Od 2017 w granicach wsi znajdują się zniesione wsie Julianów i Popielarze.